# Magneto

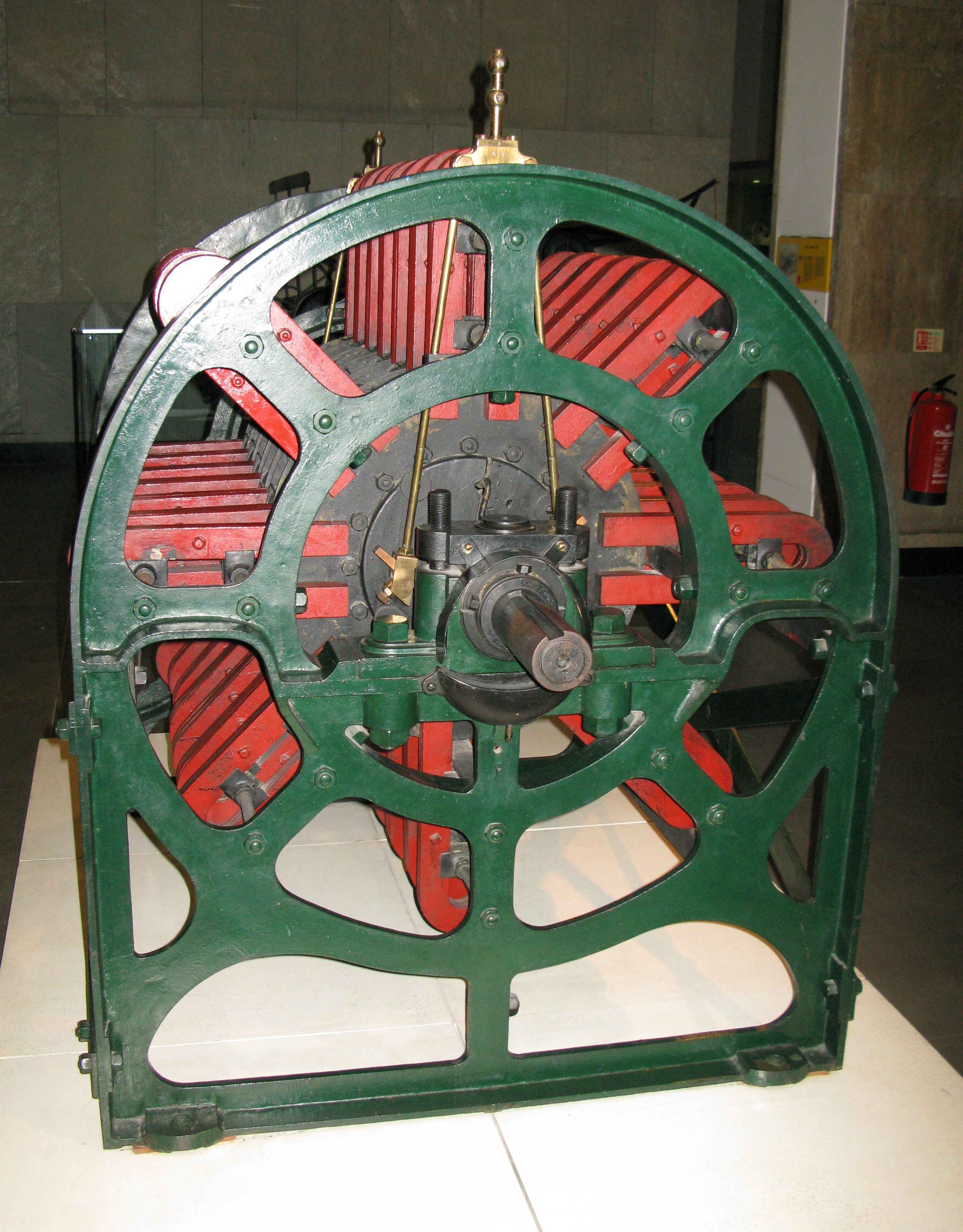
Magneto používané v majáku

Magneto je generátor elektřiny, který využívá otáčivého pohybu permanentních magnetů k výrobě střídavého proudu. Řadí se mezi alternátory, které však běžněji používají místo permanentních magnetů elektromagnetické cívky.
Rukou poháněná magneta byla součástí prvních telefonů, kde poskytovala proud pro vyzvánění. Magneta upravená pro generování pulsů vysokého napětí jsou používána v některých systémech spalovacích motorů pro poskytování energie zapalovacím svíčkám.

## Použití
Magneta jsou nyní omezena především na motory, kde není k dispozici elektrické napájení, např. sekačky na trávu a motorové pily. Také jsou rozšířena v leteckých pístových motorech, ačkoliv tam obvykle bývá k dispozici elektrické napájení. Magneta jsou totiž spolehlivější než bateriové zdroje elektrické energie.

### Induktor

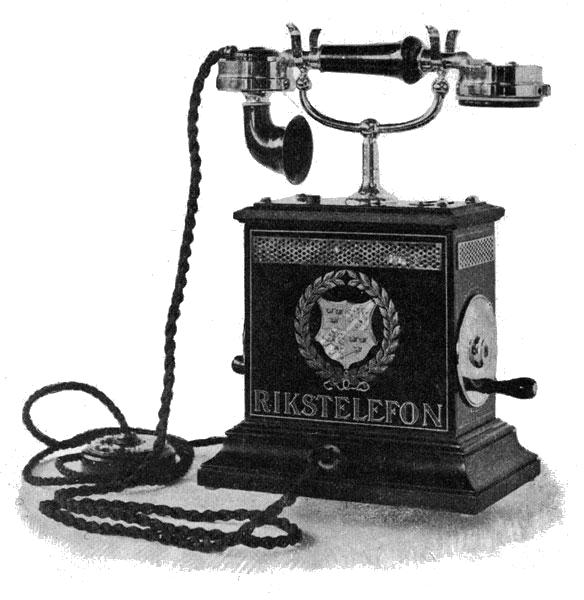
Telefon s místní baterií se zřetelnou kličkou induktoru na boku

Induktor je generátor střídavého elektrického proudu poháněný rukou, zpravidla pomocí kličky. Vytvořený proud má kmitočet přibližně 20 Hz podle rychlosti otáčení kličkou. Induktor se používá v telefonech s místní baterií k vyrobení střídavého vyzváněcího proudu o napětí asi 75 V. Ten zajistí vyzvánění přístroje na druhé straně linky. Pro přenos hlasu se používá stejnosměrný proud z baterie. Podle přítomnosti induktoru (a s ním spojené kličky) lze rozlišit telefonní přístroj systému místní baterie. Dále se induktor používá u elektromechanického železničního zabezpečovacího zařízení k vyrobení proudu nutného pro vybavení hradlových závěrů. Existuje také elektronický induktor, což je měnič, který vytváří ze stejnosměrného proudu staniční baterie proud vhodný pro vybavení hradlových závěrů. Elektronický induktor se ovládá stisknutím a podržením ovládacího tlačítka.

## Konstrukce
Magneto je v podstatě stejný stroj jako automobilový alternátor buzený permanentními magnety. Magneto pro svíčky nemá regulaci výstupního napětí, naopak však (třeba i přímo v sobě) má tzv. „vysokonapěťovou cívku“, tedy autotransformátor pro tvorbu vysokého napětí pro jiskry z jinak malého napětí alternátoru/magneta.